# Josie MacAvin
Josie MacAvin (* 1919 in Irland; † 26. Januar 2005 in Monkstown, Dún Laoghaire-Rathdown, Irland) war eine irische Artdirectorin und Szenenbildnerin, die neben einem Oscar für das beste Szenenbild auch einen Emmy gewann.

## Leben
Josie MacAvn begann ihre Laufbahn als Artdirectorin und Szenenbildnerin in der Filmwirtschaft 1959 bei dem Film Shake Hands with the Devil und wirkte bis 2002 an der szenischen Ausstattung von rund sechzig Filmen mit.
1964 erhielt sie mit Ralph W. Brinton, Ted Marshall und Joselyn Herbert ihre erste Oscarnominierung für das beste Szenenbild in dem Farbfilm Tom Jones – Zwischen Bett und Galgen (1963) von Tony Richardson mit Albert Finney, Susannah York und Hugh Griffith. Eine weitere Nominierung für diesen Oscar bekam sie mit Marshall, Hal Pereira und Tambi Larsen 1966 für den Schwarzweißfilm Der Spion, der aus der Kälte kam (1965) von Martin Ritt mit Richard Burton, Claire Bloom und Oskar Werner.
Bei der Oscarverleihung 1986 erhielt sie gemeinsam mit Stephen B. Grimes den Oscar für das beste Szenenbild in Jenseits von Afrika (1985) von Sydney Pollack mit Meryl Streep, Robert Redford und Klaus Maria Brandauer.
1995 gewann sie mit Rodger Maus, Brian Ackland-Snow und Joseph Litsch auch einen Emmy für herausragende Artdirection im ersten Teil der von der CBS produzierten Fernsehserie Scarlett (1994) mit Joanne Whalley, Timothy Dalton und Stephen Collins.
Als Vertreterin der Berufsgruppe der Artdirectoren wurde Josie MacAvin darüber hinaus zum Mitglied der Academy of Motion Picture Arts and Sciences berufen.

## Filmografie (Auswahl)
- 1959: Shake Hands with the Devil
- 1962: Im Namen des Teufels (The Devil's Agent)
- 1963: Tom Jones – Zwischen Bett und Galgen
- 1972: Made
- 1975: Brannigan – Ein Mann aus Stahl
- 1983: Ein ungleiches Paar (The Dresser)
- 1983: Rita will es endlich wissen
- 1985: Jenseits von Afrika
- 1990: Diary of a Madman
- 1992: In einem fernen Land
- 1996: Michael Collins
- 2002: The Magnificant Ambersons (Fernsehfilm)

## Auszeichnungen
- 1986: Oscar für das beste Szenenbild
- 1995: Emmy für die beste Artdirection